# Wegekreuz (Herzbroich)

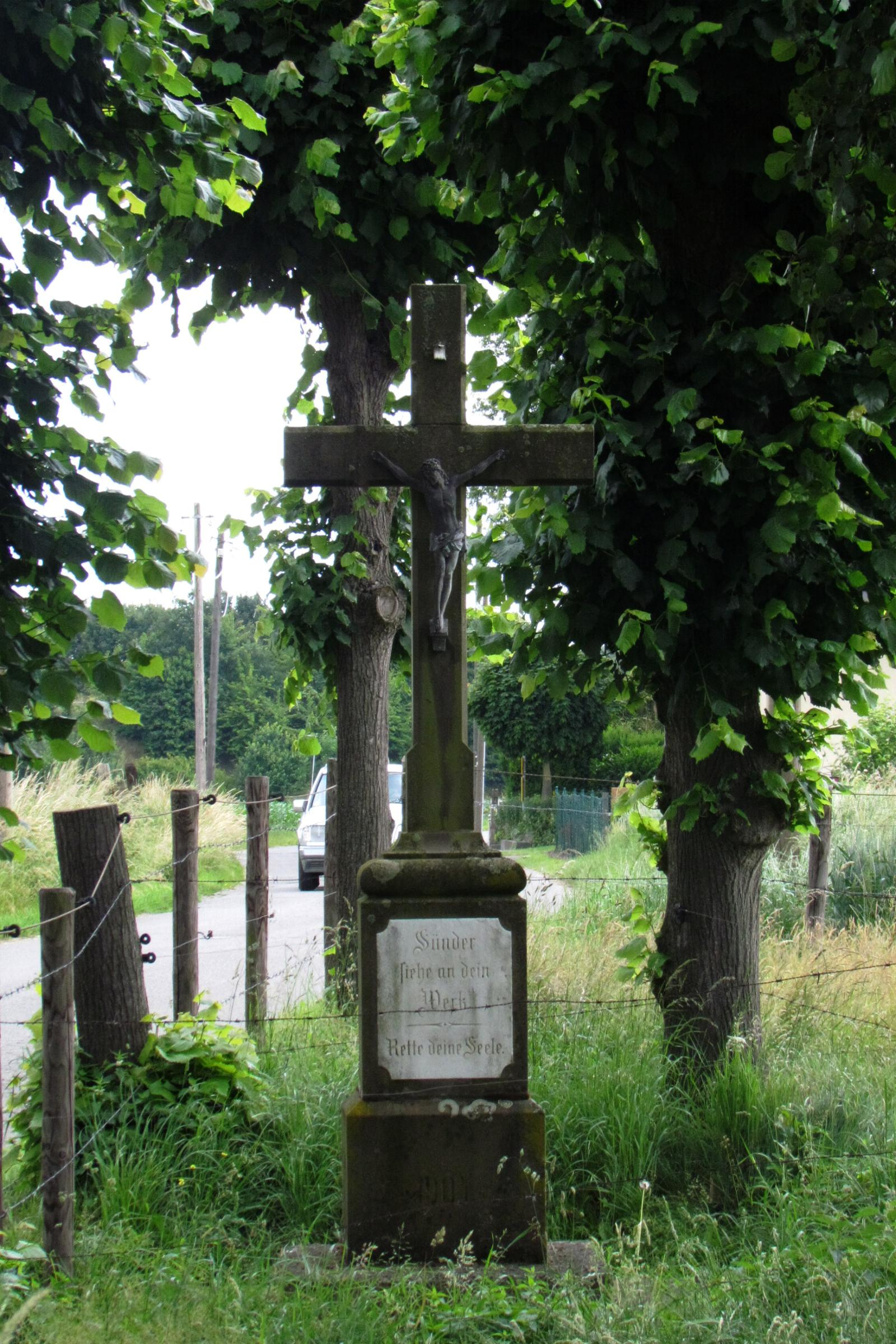
Wegekreuz

Das Wegekreuz Herzbroich steht im Stadtteil Herzbroich in Korschenbroich  im Rhein-Kreis Neuss in Nordrhein-Westfalen, Neersener Weg 26.
Das Flurkreuz wurde 1904 erbaut und unter Nr. 020 am 20. August 1985 in die Liste der Baudenkmäler in Korschenbroich eingetragen.

## Architektur
Das Kreuz wurde aus Sandstein gefertigt. Es steht auf einem Sockel mit Inschrift und Jahreszahl. An dem hohen Steinkreuz hängt ein Metallkorpus.